# Агент под прикрытием (фильм, 2012)
«Аге́нт под прикры́тием» (англ. So Undercover) — американский криминальный комедийный боевик 2013 года, снятый режиссёром Томом Воаном по сценарию Аллана Лоба и Стивена Перла. В главных ролях снимались Майли Сайрус, Джереми Пивен и Майк О'Мэлли. Фильм был выпущен в Direct-to-video в США 5 февраля 2013 года. Фильм был выпущен в кинотеатрах только в 13 странах мира. С 2011 по 2013 год фильм не выходил в прокат без указания даты выхода.

## Сюжет
Фильм рассказывает о Молли Моррис (Майли Сайрус) — частном детективе, нанятом Федеральным бюро расследований для выполнения важного задания: Молли должна работать под прикрытием и ходить в колледж под видом обычного подростка. Её цель — спасти дочку бывшего гангстера, которой угрожает опасность. Молли вынуждена маскироваться под утончённую гламурную девицу, что совсем не просто при её характере.

## В ролях
| Актёр              | Роль                           |
| ------------------ | ------------------------------ |
| Майли Сайрус       | Молли Моррис / Брук Стоунбридж |
| Джереми Пивен      | Армон                          |
| Джошуа Боуман      | Николас                        |
| Майк О’Мэлли       | Сэм Моррис                     |
| Элоиза Мамфорд     | Саша Стользински               |
| Лорен МакНайт      | Алекс Патроун                  |
| Меган Парк         | Коттон Робертс                 |
| Алексис Кнапп      | Тейлор Яфф                     |
| Морган Кэлхун      | Хантер Кроуфорд                |
| Келли Осборн       | Бекки Слотски                  |
| Отем Ризер         | Биззи                          |
| Мэттью Сеттл       | профессор Теллоуэй             |
| Камерон Дин Стюарт | Кэмерон Харрисон               |
| Фил Остин          | доктор Милтон                  |

## Производство

### Кастинг
В 2010 году было объявлено, что Майли Сайрус сыграет Молли Моррис, Майк О’Мэлли сыграет отца Молли, Джереми Пивен сыграет Армона, Келли Осборн сыграет Бекки, а Джош Боуман сыграет Николаса; было объявлено, что среди прочих, роли исполнят Элоиза Мамфорд, Лорен МакНайт и Мэттью Сеттл.

### Съёмки
Основные съёмки начались 13 декабря 2010 года в Мобиле, штат Алабама и в Тулейнском университете. Съёмки завершились в январе 2011 года. 15 августа 2011 года в Калифорнийском университете в Лос-Анджелесе были сняты новые сцены, и их съёмки завершились через несколько дней. Съёмки должны были состояться в Сиднее, Австралия, но они были отменены по неизвестным причинам. Плакат этого фильма является пародией на постер успешного фильма «Дрянные девчонки».

## Показ
В марте 2011 года компания Exclusive Media Group объявила, что The Weinstein Company приобрела права на распространение фильма в США, и заявила: «фильм будет выпущен в октябре 2011 года, когда школы вернутся на сессию». Фильм был выпущен не в октябре, а в сентябре 2011 года. В октябре 2012 года был выпущен британский театральный трейлер, в котором была объявлена дата выхода 7 декабря 2012 года. Позже компания Millennium Films объявила, что приобрела права на распространение фильма в США, и сказала, что фильм выйдет сразу на видео 5 февраля 2013 года. Фильм был выпущен в кинотеатрах девяти стран мира: шести европейских рынков и трёх азиатских. В Австралии фильм был выпущен 10 апреля сразу на видео. Фильм должен был выйти в 2011 году, но он был выпущен в 2013 году.

### Критика
Фильм получил негативные отзывы от критиков с рейтингом 6% на Rotten Tomatoes на основе 16 отзывов.